# Convento de Santa Teresa (Rio de Janeiro)

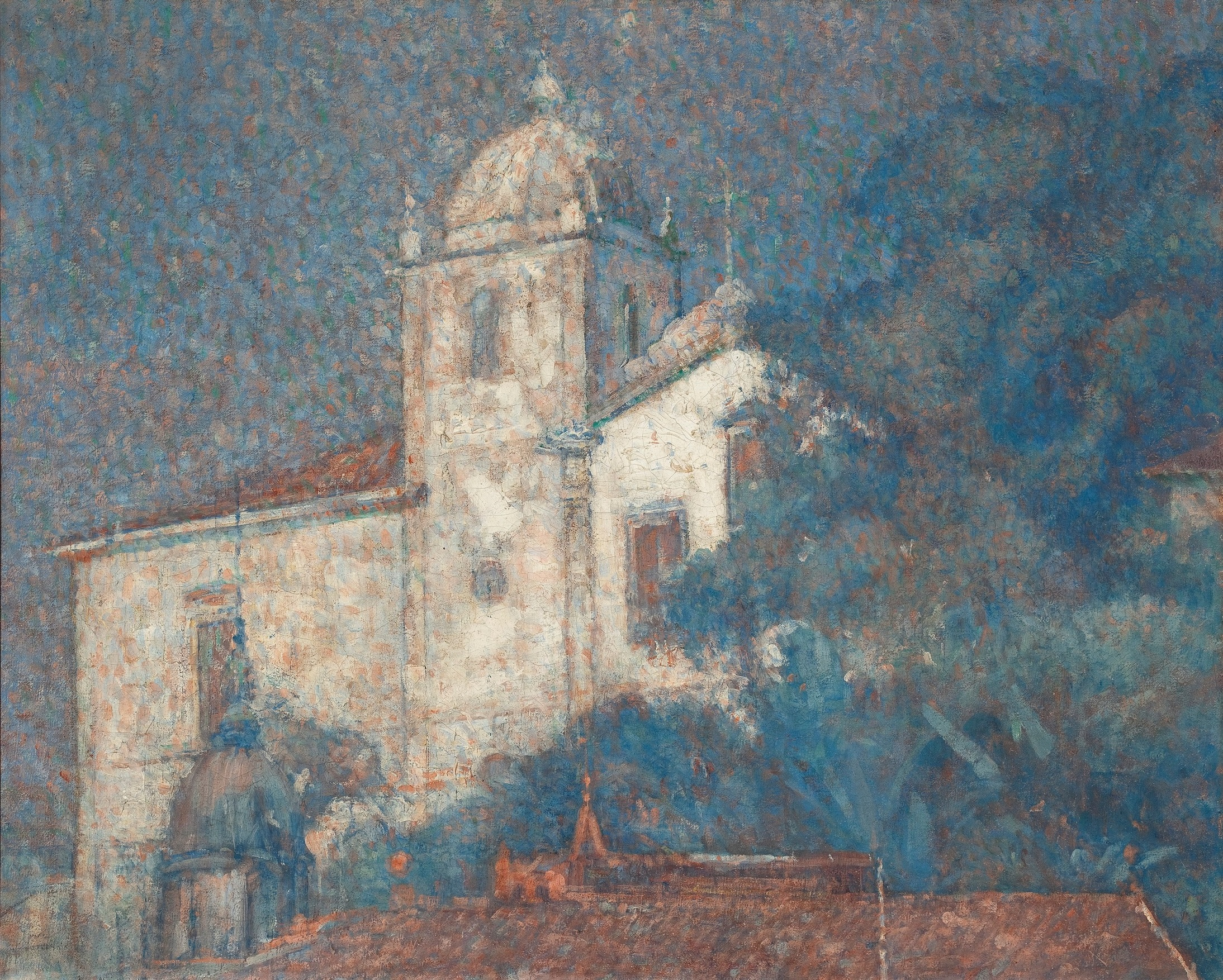
Convento de Santa Teresa, óleo sobre tela de Eliseu Visconti datado de 1927

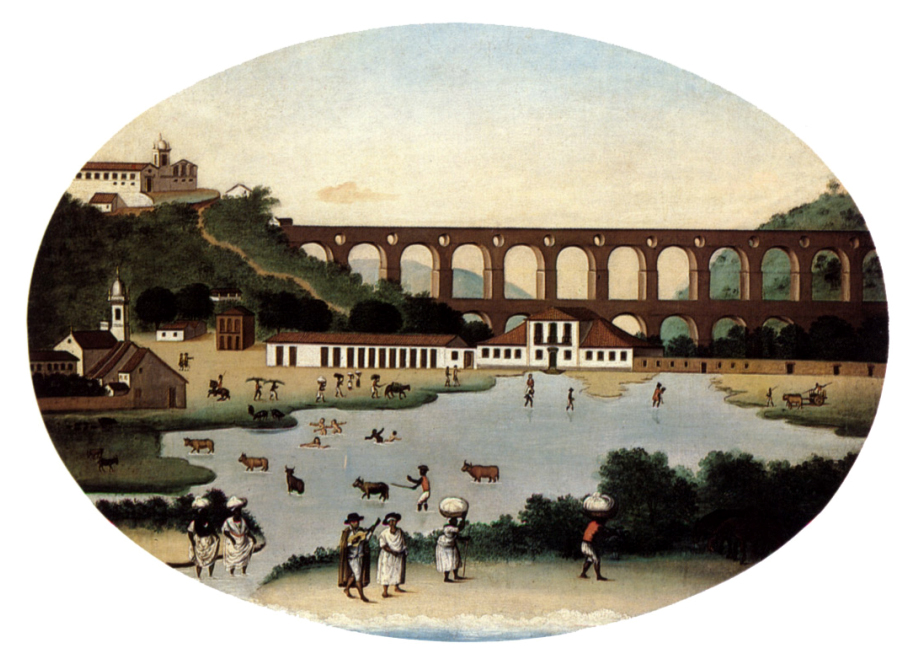
Vista do Aqueduto da Carioca e do Convento de Santa Teresa (sobre o morro, à esquerda) em 1790, da autoria de Leandro Joaquim. A lagoa em primeiro plano foi aterrada para a construção do Passeio Público.

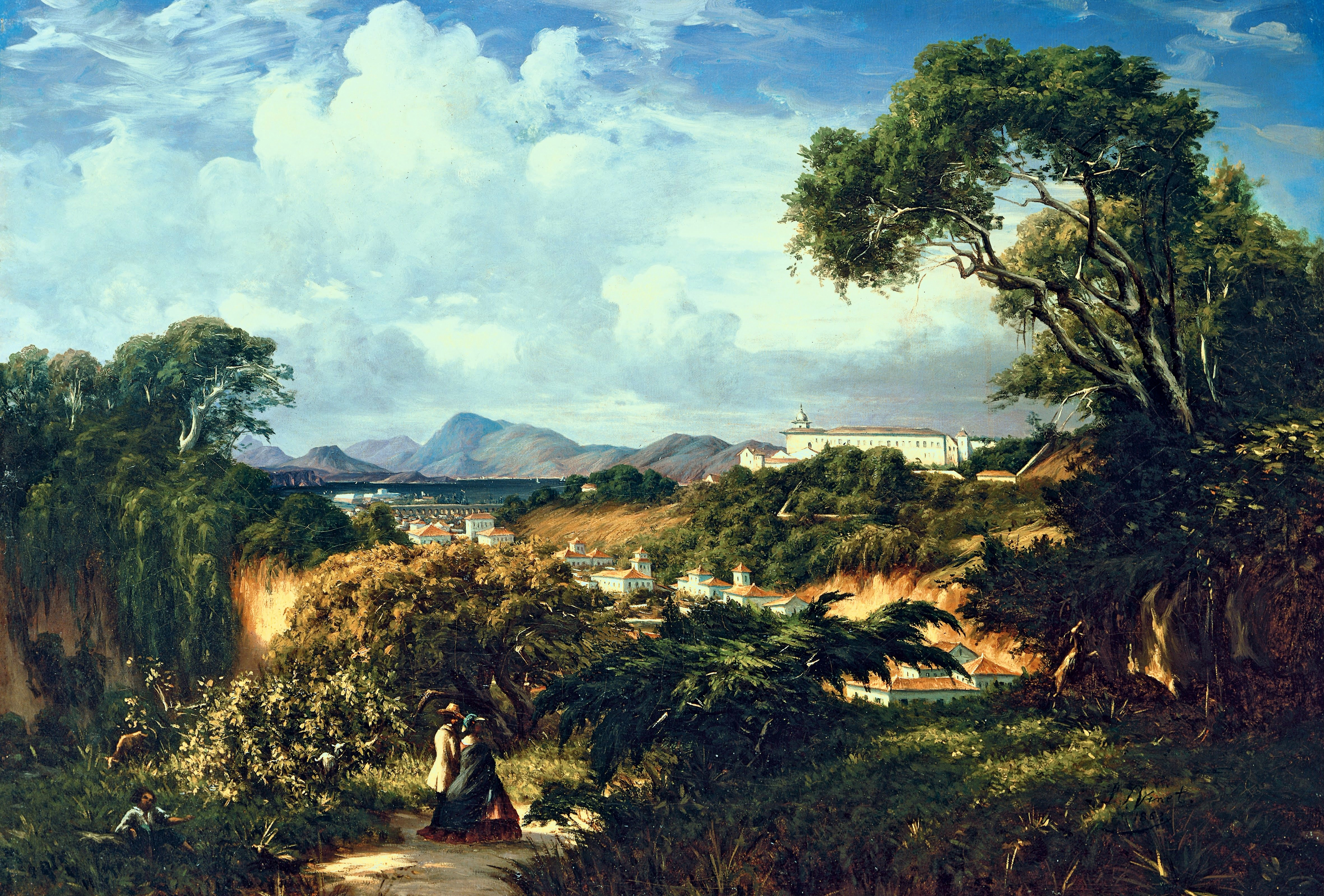
Pintura de 1863 retratando o convento

O Convento de Santa Teresa do Rio de Janeiro, fundado no século XVIII, localiza-se no bairro de Santa Teresa dessa cidade.

## História
O convento é produto da dedicação de Jacinta Rodrigues Aires e de sua irmã, Francisca, que conseguiram autorização do governador Gomes Freire de Andrade, Conde de Bobadela, para a construção de um convento de Carmelitas Descalças dedicado a Santa Teresa d'Ávila. O governador deu-lhes um grande terreno e uma antiga capela construída em 1620 no Morro do Desterro (depois chamado Morro de Santa Teresa). Numa cidade onde havia poucas mulheres brancas, o Convento de Santa Teresa seria o primeiro convento feminino.
As irmãs Francisca e Jacinta compraram a Chácara da Bica no "Caminho do Matacavalos" (hoje, a Rua do Riachuelo) e, lá, instalaram um retiro e a Capela do Menino Deus. Foram auxiliadas pelo governador Gomes Freire de Andrade, Conde de Bobadela e pelo bispo Dom Antônio do Desterro, na construção de um convento cuja pedra fundamental foi lançada em 1750, na Ermida do Desterro.
No ano seguinte, as irmãs e outras religiosas se transferiram para o convento, sob a Regra Monástica de Santa Teresa. Porém essa regra só veio a ser canonicamente professada pelas irmãs em 1781. A ordem é contemplativa e ascética e suas religiosas vivem isoladas do mundo exterior, ou seja, enclausuradas. Tais princípios definiram o espaço arquitetônico do convento e da igreja, que preservam o isolamento das irmãs, inclusive nas missas, das quais elas participam atrás de grades. 
Os jardins do pátio onde estão a igreja e o convento possuem muitas roseiras que fazem lembrar as palavras de Santa Teresa do Menino Jesus, santa carmelita do século XIX.
As obras começaram em 1750, no lugar da capelinha e em 1757 as primeiras freiras já o habitavam, ainda que as obras prosseguissem por muito tempo ainda. A fachada possui uma torre sineira entre a igreja e as habitações conventuais. O sóbrio projeto da igreja e convento deveu-se ao engenheiro-militar José Fernandes Pinto Alpoim, que, antes (1740-1750), havia construído ali perto o Aqueduto da Carioca. A proximidade com o aqueduto permitiu um suprimento regular de água fresca ao convento.
Em finais do século XVIII, se colocaram, na portaria do convento, uma série de belos azulejos brancos-azuis provenientes de Portugal, de autor desconhecido, além de três bons altares de talha em estilo rococó, também de autoria ignorada. No convento, há um retrato da fundadora, Madre Jacinta, datado de c. 1769 de autoria do pintor colonial carioca José de Oliveira Rosa. No século XX, houve algumas obras que removeram certos elementos do interior mas que não chegaram a descaracterizá-lo.
O Convento de Santa Teresa e Igreja de Nossa Senhora do Desterro é tombado pela Comissão de Preservação do Patrimônio Histórico e Cultural da Arquidiocese do Rio de Janeiro e seu Interesse. 
No convento, estão enterrados Gomes Freire de Andrade, impulsor do projeto e Alpoim, o arquiteto.